# Hranjigovci
Hranjigovci este o localitate din comuna Sveti Tomaž, Slovenia, cu o populație de 88 de locuitori.